# Вердіана Верарді
Вердіана Верарді (італ. Verdiana Verardi; нар. 16 грудня 1987) — колишня італійська тенісистка.
Найвищу одиночну позицію світового рейтингу — 358 місце досягла 15 червня 2009, парну — 287 місце — 7 травня 2007 року.
Здобула 4 одиночні та 10 парних титулів туру ITF.
Завершила кар'єру 2011 року.

## Фінали ITF
| Турніри $100,000 |
| Турніри $75,000  |
| Турніри $50,000  |
| Турніри $25,000  |
| Турніри $10,000  |

### Одиночний розряд: 11 (4–7)
| Результат | W–L | Дата     | Турнір                           | Рівень | Покриття | Суперниця          | Рахунок       |
| --------- | --- | -------- | -------------------------------- | ------ | -------- | ------------------ | ------------- |
| Поразка   | 0–1 | Лип 2005 | ITF Монтероні, Італія            | 10,000 | Ґрунт    | Корінна Дентоні    | 0–6, 7–5, 4–6 |
| Поразка   | 0–2 | Лип 2005 | ITF Анкона, Італія               | 10,000 | Ґрунт    | Клаудія Івоне      | 3–6, 4–6      |
| Поразка   | 0–3 | Сер 2006 | ITF Вестенде, Бельгія            | 10,000 | Тверде   | Клер де Губернатіс | 3–6, 3–6      |
| Перемога  | 1–3 | Жов 2006 | ITF Бенікарло, Іспанія           | 10,000 | Килим    | Вероніка Капшай    | 6–4, 6–4      |
| Перемога  | 2–3 | Жов 2006 | ITF Севілья, Іспанія             | 10,000 | Ґрунт    | Ана Тимотич        | 6–4, 6–4      |
| Перемога  | 3–3 | Сер 2007 | ITF Гардоне-Валь-Тромпія, Італія | 10,000 | Ґрунт    | Федеріка ді Сарра  | 4–6, 6–4, 6–3 |
| Поразка   | 3–4 | Вер 2007 | ITF Чіампіно, Італія             | 10,000 | Ґрунт    | Валентіна Сассі    | 1–6, 6–1, 3–6 |
| Поразка   | 3–5 | Бер 2009 | ITF Бат, Велика Британія         | 10,000 | Тверде   | Стефані Вонгсуті   | 2–6, 4–6      |
| Перемога  | 4–5 | Тра 2009 | ITF Бухарест, Румунія            | 10,000 | Ґрунт    | Елена Богдан       | 3–6, 7–5, 6–1 |
| Поразка   | 4–6 | Тра 2010 | ITF Риволі, Італія               | 10,000 | Ґрунт    | Надя Лаламі        | 4–6, 2–6      |
| Поразка   | 4–7 | Лип 2010 | ITF Імола, Італія                | 10,000 | Ґрунт    | Джоя Барб'єрі      | 1–6, 1–6      |

### Парний розряд: 18 (10–8)
| Результат | W–L  | Дата     | Турнір                           | Рівень | Покриття | Партнерка             | Суперниці                               | Рахунок              |
| --------- | ---- | -------- | -------------------------------- | ------ | -------- | --------------------- | --------------------------------------- | -------------------- |
| Перемога  | 1–0  | Вер 2004 | ITF Чіампіно, Італія             | 10,000 | Ґрунт    | Джулія Меруцці        | Раффаелла Бінді Francesca Frappi        | 0–6, 6–4, 6–2        |
| Поразка   | 1–1  | Кві 2005 | ITF Бат, Велика Британія         | 10,000 | Тверде   | Ванеса Пінто          | Анна Говкінс Ребекка Льєвеллін          | 6–3, 1–6, 4–6        |
| Перемога  | 2–1  | Лип 2005 | ITF Монтероні, Італія            | 10,000 | Ґрунт    | Джулія Меруцці        | Сільвія Дісдері Джорджа Мортелло        | 7–6(4), 7–6(1)       |
| Перемога  | 3–1  | Лип 2006 | ITF Наполі, Італія               | 10,000 | Ґрунт    | Валентіна Сульпіціо   | Емілія Дезідеріо Штефані Гайднер        | 6–1, 6–3             |
| Перемога  | 4–1  | Лип 2006 | ITF Гардоне-Валь-Тромпія, Італія | 10,000 | Ґрунт    | Валентіна Сульпіціо   | Емілія Дезідеріо Анаїс Лорендон         | 6–1, 6–3             |
| Поразка   | 4–2  | Сер 2006 | ITF Ребек, Бельгія               | 10,000 | Ґрунт    | Клер де Губернатіс    | Даніелле Гармсен Джессі де Вріс         | 4–6, 2–6             |
| Поразка   | 4–3  | Жов 2006 | ITF Гранада, Іспанія             | 10,000 | Ґрунт    | Carolina Gago Fuentes | Беатріс Гарсія-Відагані Юлія Парасюк    | 4–6, 4–6             |
| Перемога  | 5–3  | Жов 2006 | ITF Бенікарло, Іспанія           | 10,000 | Ґрунт    | Нурія Санчес Гарсія   | Вероніка Капшай Габріела Веласко Андреу | 6–4, 6–3             |
| Перемога  | 6–3  | Бер 2007 | ITF Сабадель, Іспанія            | 10,000 | Ґрунт    | Нурія Санчес Гарсія   | Ніколе Клеріко Віолетта Юк              | 6–3, 7–6(5)          |
| Поразка   | 6–4  | Кві 2007 | ITF Торгаут, Бельгія             | 10,000 | Тверде   | Елена Пйоппо          | Мартіна Бабакова Кіка Гоґендорн         | 6–7(2), 3–6          |
| Перемога  | 7–4  | Чер 2007 | ITF Тортоса, Іспанія             | 10,000 | Ґрунт    | Валентіна Сульпіціо   | Paula Cantarutti Sabina Mediano-Alvarez | 7–5, 7–5             |
| Поразка   | 7–5  | Лип 2007 | ITF Монтероні-д'Арбія, Італія    | 25,000 | Ґрунт    | Елена Пйоппо          | Аліса Клейбанова Валентіна Сассі        | 5–7, 2–6             |
| Перемога  | 8–4  | Сер 2007 | ITF Рексем, Велика Британія      | 10,000 | Тверде   | Ніколе Клеріко        | Катаріна Браун Тара Ієр                 | 6–4, 6–3             |
| Перемога  | 9–4  | Вер 2007 | ITF Чіампіно, Італія             | 10,000 | Ґрунт    | Валентіна Сульпіціо   | Astrid Besser Letizia Lo Re             | 6–3, 6–4             |
| Перемога  | 10–4 | Кві 2008 | ITF Торрент, Іспанія             | 10,000 | Ґрунт    | Елена Пйоппо          | Юлія Парасюк Dominice Ripoll            | 7–5, 4–6, [10–5]     |
| Поразка   | 10–6 | Сер 2008 | ITF Монтероні-д'Арбія, Італія    | 25,000 | Ґрунт    | Валентіна Сульпіціо   | Мервана Югич-Салкич Орелі Веді          | 4–6, 2–6             |
| Поразка   | 10–7 | Вер 2010 | ITF Бассано-дель-Граппа, Італія  | 10,000 | Ґрунт    | Джулія Гаспаррі       | Федеріка Граціозо Вів'єнне В'єрін       | 1–6, 3–6             |
| Поразка   | 10–8 | Жов 2010 | ITF Анталія, Туреччина           | 10,000 | Ґрунт    | Джулія Гаспаррі       | Вікторія Каменська Ksenia Kirillova     | 7–6(10), 3–6, [3–10] |